# Winston F. Ponder
Winston F. Ponder (1944) es un malacólogo de Nueva Zelanda. Ha descubierto, descrito y nombrado muchas especies de caracoles marinos, en particular microcaracoles. Ponder decisivamente contribuyó al montaje de una de las más grandes colecciones mundiales de moluscos en el Museo Austral en Sídney. 
Su obra principal es Taxonomía de Gastropoda publicado con su coautor David R. Lindberg en 1997.

## Educación
Estudió en la Auckland University en Nueva Zelanda, obteniendo los títulos siguientes: B.Sc., M.Sc., Ph.D. y D.Sc.

## Carrera como investigador
Fue Investigador principal en la división de Malacología del Museo Austral en Sídney (Australia). Inició y participó decisivamente en una colección de Molusca. 
Bajo su conducción llegó a ser una de las más ricas y extendidas del mundo. Después de una carrera exitosa de cuarenta años de investigación terminó su trabajo en el museo. Hoy está jubilado, y queda al museo como miembro honorífico. 
Escribió varios Publicaciones y aparte trabajaba como editor. Así es el director general de algunos sociedades científicos como „Malacological Society of Australasia“, 
„Natural History Museum of Los Ángeles County“, „South Australian Museum“ in Adelaide y 
de la revista „Molluscan Research“.
W.F. Ponder fue presidente de la „Society of Australian Systematic Biologists“.

## Contribuciones científicos
Su carrera científica empezó alrededor 1964. En este tiempo trabajaba con Richard Dell y Alan Beu en una colección de artefactos sobre la Antártica. 
Este trabajo resultaba en una monografía sobre algunos rangos de moluscos antárticos: bivalvos (bivalvia), poliplacóforos (polyplacophora) y escafópodos (scaphopoda). Desde entonces ha publicado más que 100 libros y artículos. Muchos de sus publicaciones tratan de Moluscos de agua dulce australes y 
de la conservación de Invertebrados.
Sin duda, su contribución científica más grande fue la nueva Taxonomía de los Caracoles (Gastropoda), que publicó en 1997 con David R. Lindberg. Está en la continuidad de taxonomía de H.Milne Edwards (1848) y J. Thiele (1929-1935) y es la última gran publicación de taxonomía de gastrópoda basando en principios puramente morfológicos. Es decir, basa en característicos externos e internos de los caracoles y no en comparaciones genéticos a través de métodos de análisis ADN- o ARN. La taxonomía resolvió el problema de la polifilia de la subclase de Prosobranchia por dividir este taxon. Estando alto en la jerarquía, esto afectaba las niveles más bajos que encima debido a resultados nuevos necesitaban 
una revaluación también. Esto conducía en total a una revisión completa que fue aceptado hasta la 
introducción de la Taxonomía de Bouchet & Rocroi (2005).
Junto con David R. Lindberg fue en 2008 el editor del libro "Phylogeny and Evolution of the Mollusca".
La reinvestigación y revaluación de características morfológicas e integración de datos moleculares y fósiles resultó en 36 contribuciones de expertos, que dieron una suma general de conocimientos de la historia de la evolución de los moluscos a su tiempo. 
En 2008 W.F. Ponder fue condecorado por su proyecto de vida en la investigación de Moluscos marinos con el premio Australian Marine Sciences Association Silver Jubilee Award.

## Algunos taxa de Gastropoda introducido por o con W.F. Ponder

### Taxa alta
- Subclase Eogastropoda,    Ponder & Lindberg, 1997
- Orden Sorbeoconcha,    Ponder & Lindberg, 1997
- Suborden Hypsogastropoda, Ponder & Lindberg, 1997

### Superfamilias
- Glacidorboidea, Ponder, 1986

### Familias
- Eatoniellidae,  Ponder, 1965
- Rastodentidae,  Ponder, 1966
- Elachisinidae,  Ponder, 1985
- Emblandidae,    Ponder, 1985
- Epigridae,      Ponder, 1985
- Amathinidae,    Ponder, 1987
- Calopiidae,     Ponder, 1999

### Subfamilias
- Pelycidiinae,   Ponder & Hall, 1983

### Géneros
- Microestea,     Ponder, 1965
- Rufodardanula,  Ponder, 1965
- Rastodens,      Ponder, 1966
- Rissolitorina,  Ponder, 1966
- Tridentifera,   Ponder, 1966
- Fictonoba,      Ponder, 1967
- Pseudodiala,    Ponder, 1967
- Pseudestea,     Ponder, 1967
- Pseudoskenella, Ponder, 1973
- Lirobarleeia,   Ponder, 1983
- Kutikina,       Ponder & Waterhouse, 1997, ,
- Kessneria,      Walker & Ponder, 2001

## Honores

### Eponimia
- Ponderia, Hoaurt, 1986
- Aspella ponderi, Radwin & D' Attilio, 1976
- Heliacus cerdaleus ponderi, Garrard, 1977
- Limatula (Stabilima) ponderi, Fleming, 1978
- Echineulima ponderi, Warén, 1980
- Pisinna ponderi, Palazzi, 1982
- Notocrater ponderi, B.A. Marshall, 1986
- Oliva (Miniaceoliva) caerulea ponderi, Petuch & Sargent, 1986
- Sassia (Sassia) ponderi, Beu, 1986
- Tritonoharpa ponderi, Beu & Maxwell, 1987
- Favartia (Caribiella) ponderi, Myers & d'Attilio, 1989
- Amalda (Alcospira) ponderi, Ninomiya, 1991
- Choristella ponderi, McLean, 1992
- Austrotrochaclis ponderi, B.A. Marshall, 1995
- Powellisetia ponderi, Numanami, 1996
- Fissidentalium ponderi, Lamprell & Healy, 1998